# Kuşluk, Gevaş
Kuşluk là một xã thuộc thành phố Gevaş, tỉnh Van, Thổ Nhĩ Kỳ. Dân số thời điểm năm 2011 là 1.021 người.